# Arthur E. Summerfield

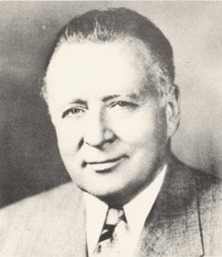
Arthur Summerfield (1953)

Arthur Ellsworth Summerfield (* 17. März 1899 in Pinconning, Bay County, Michigan; † 26. April 1972 in West Palm Beach, Florida) war ein US-amerikanischer Politiker (Republikanische Partei), der im Kabinett von Präsident Dwight D. Eisenhower acht Jahre lang das Amt des US-Postministers bekleidete.

## Leben
Schon als 13-Jähriger verließ Arthur Summerfield die Schule, um in einer Fabrik zu arbeiten. 1918 hatte er es bereits zu einem Inspektorenposten im Chevrolet-Werk in Flint gebracht. Im Jahr darauf gründete er die Firma Summerfield Realty, mit der er zum größten unabhängigen Motoröl-Händler in Michigan wurde. 1929 eröffnete Summerfield sein eigenes Chevrolet-Autohaus. Bis 1953 etablierte er sich als einer der erfolgreichsten Autohändler Michigans.
Arthur Ellsworth Summerfield war verheiratet mit Miriam Summerfield und hatte mit ihr zwei Kinder.

## Politik
Politisch wurde er erstmals 1940 aktiv, als er bei der Präsidentschaftswahl die Kampagne des republikanischen Kandidaten Wendell Willkie organisierte. Später bewarb er sich selbst um öffentliche Ämter, blieb aber dabei erfolglos. 1942 scheiterte Summerfield bei der Wahl zum Secretary of state von Michigan, 1946 unterlag er bei der Wahl zum Gouverneur des Staates.
Dafür stieg er innerhalb der Republikanischen Partei auf. Ab 1944 gehörte er dem Republican National Committee an, dessen Vorsitz er 1952 übernahm. In dieser Funktion war er für den Wahlkampf des Präsidentschaftskandidaten Dwight D. Eisenhower verantwortlich. Nach dem Wahlsieg legte er den Parteivorsitz nieder, um als Postmaster General in die Regierung einzutreten.
Verdient machte Summerfield sich während seiner Amtszeit um die Effizienz bei der Auslieferung, wobei er auch mit neuen Zustellungsmethoden experimentierte. Nicht wirtschaftliche Postämter und Zustellrouten wurden stillgelegt; dafür wurde ein System geschaffen, mit dem mehr als 300.000 Farmbetriebe auf dem Land gebührenfrei beliefert wurden (Rural free delivery system).
Allerdings zog der Minister auch Kritik auf sich, indem er versuchte, als „obszön“ bezeichnete Schriften von der Zustellung auszuschließen. So untersagte er beispielsweise die Auslieferung von D. H. Lawrence’ Roman Lady Chatterley's Lover. Vor Gericht unterlag die Regierung jedoch, sodass das Zustellungsverbot 1959 auslief.
Mit dem Ende von Eisenhowers Präsidentschaft schied auch Arthur Summerfield aus der Regierung aus. Er arbeitete in der Folge wieder im Autohandel.